# Veinticinco de Mayo (departement van Chaco)
Veinticinco de Mayo is een departement in de Argentijnse provincie Chaco. Het departement (Spaans:  departamento) heeft een oppervlakte van 2.576 km² en telt 20.149 inwoners.

## Plaats in departement Veinticinco de Mayo
- Machagai